# Xiquets de Vila-seca
Els Xiquets de Vila-seca són una colla castellera de Vila-seca, al Tarragonès. Va ser fundada a la fi del 1990 i va deixar d'actuar l'any 1997. A la fi de la temporada de castells del 2013 la colla es va reorganitzar i des del 2014 torna a estar en actiu. Vesteixen amb camisa de color blau cel.

## Història

### Primera etapa (1991–1999)[calcitació]
La idea de formar una colla castellera a Vila-seca, en una plaça sense cap tradició, sorgí davant la iniciativa d'alguns membres de la secció local de la Creu Roja i ràpidament es va estendre pels sectors juvenils del poble i el projecte quallà. Es creà una tècnica amb Pedro Sànchez "Pedrín" com a cap de colla, l'únic membre que havia fet castells abans. Paral·lelament es creà la junta directiva on el primer president fou Jordi Pintado, s'elaboraren els estatuts i s'assolí l'entrada a la Coordinadora de Colles Castelleres de Catalunya. Fins a la primera actuació, els assajos foren diaris i se celebraren al pavelló poliesportiu municipal. S'escollí com a color de camisa el color blau turquesa, per ser el color de la bandera vila-secana, i cada camisa lluïa brodat a la butxaca l'escut del poble.
La primera actuació tingué lloc el 17 de gener de 1991, durant els actes de la Festa Major de Sant Antoni, a la plaça de l'església de Vila-seca. Després d'un discurs previ de representants de la colla i de l'alcalde Joan Maria Pujals, començà la diada. Enmig d'una gran expectació, s'alçà el primer castell de la colla, un 4 de 5 descarregat i seguiren amb un 3 de 5 net. Després s'alçaren dos pilars de 4 simultanis, un coronat amb la bandera de Vila-seca i l'altra amb la catalana, i acabaren amb un pilar de 4 al balcó de l'ajuntament. El primer castell de 6, un 4 de 6, s'assolí durant les festes decennals de Valls, el 3 de febrer de 1991. Per Pasqua del mateix any, a l'ermita de la Pineda, van descarregar el primer 3 de 6, i per Sant Isidre a Vila-seca assoliren el 4 de 6 amb l'agulla, el 5 de 5 i el pilar de 4 per sota. A principis de juliol i després de diversos intents fallits assoliren el 2 de 6. Per la Festa Major d'estiu, el 3 d'agost, s'intentà el primer 3 de 7 de la colla, però el castell caigué quan només mancava fer l'aleta. Per Sant Isidre de 1992 hi hagué dos nous intents de 3 de 7, però tots dos feren llenya quan faltava poc per coronar.

### Refundació (2014)
El 13 de gener del 2014, la colla va ser aprovada per la junta de la Coordinadora de Colles Castelleres de Catalunya com a «colla en formació».